# Região Geográfica Intermediária de Petrolina
A Região Geográfica Intermediária de Petrolina é uma das quatro regiões intermediárias do estado brasileiro de Pernambuco e uma das 134 regiões intermediárias do Brasil, criadas pelo Instituto Brasileiro de Geografia e Estatística (IBGE) em 2017. É composta por 25 municípios, distribuídos em três regiões geográficas imediatas.
Sua população total estimada pelo Instituto Brasileiro de Geografia e Estatística (IBGE) para 1º de julho de 2018 é de 988 153 habitantes, distribuídos em uma área total de 35 487,080 km².
Petrolina é o município mais populoso da região intermediária, com 343 865 habitantes, de acordo com estimativas de 2018 do Instituto Brasileiro de Geografia e Estatística (IBGE).

## Regiões geográficas imediatas
| Região geográfica imediata              | Municípios                                                                                        | População Estimativa 2018 | Área (km²) |
| --------------------------------------- | ------------------------------------------------------------------------------------------------- | ------------------------- | ---------- |
| Região Geográfica Imediata de Petrolina | Afrânio Dormentes Lagoa Grande Orocó Petrolina Santa Maria da Boa Vista                           | 463 990                   | 12 997,156 |
| Região Geográfica Imediata de Araripina | Araripina Bodocó Exu Granito Ipubi Moreilândia Ouricuri Santa Cruz Santa Filomena Trindade        | 331 762                   | 11 803,677 |
| Região Geográfica Imediata de Salgueiro | Belém do São Francisco Cabrobó Cedro Itacuruba Parnamirim Salgueiro Serrita Terra Nova Verdejante | 192 401                   | 10 686,247 |
| Total                                   | 25                                                                                                | 988 153                   | 35 487,080 |